# Baie Lazare
Baie Lazare és un districte administratiu de les illes Seychelles que es troba a l'illa de Mahé. Es calcula que al districte de Baie Lazare hi viuen 3.053 habitants. Fou anomenat en honor de l'explorador Lazare Picault, comandant de la primera expedició francesa que desembarcà a les Seychelles.